# Chaba
Chaba (ook bekend als Khaba of Mesochris) was de vierde koning (farao) van de 3e dynastie.

## Biografie
De Turijnse Papyrus verhaalt dat Chaba zes jaren heeft geregeerd. Vroeger werd gedacht dat Hor Neferkare en Chaba dezelfde heerser waren onder verschillende namen. In 1985 kwam daar verandering in door een vondst van een cilinder in Elephantine.
Waarschijnlijk heeft de koning een piramide gebouwd namelijk de zuidelijke piramide van Zawyet el'Aryan, maar de piramide is nooit voltooid.

## Bewijzen / documenten
- Een cilinder met de naam van Chaba

## Bouwwerken
- Trappenpiramide van Chabai